# Persoonlijke gezondheidsomgeving
Een persoonlijke gezondheidsomgeving (PGO) is een digitale omgeving waar Nederlandse burgers hun medische gegevens kunnen beheren en delen.
Vanwege de invoering van het wettelijk recht op elektronische inzage en afschrift van medisch dossier heeft elke Nederlander vanaf 1 juli 2020 recht op online inzage of een digitaal afschrift van het medische dossier bij de zorgaanbieder. In dit kader werd de persoonlijke gezondheidsomgeving ontwikkeld.
Via een website of mobiele app kunnen gebruikers hun gezondheidsgegevens beheren en delen, zoals het medische dossier van de huisarts of het ziekenhuis. Ook kunnen eigen gegevens worden opgeslagen, zoals metingen van de bloeddruk of de bloedsuikerspiegel. De lancering van het systeem vond plaats in 2020 maar was toen nog in ontwikkeling.
De toegang kan verkregen worden met behulp van DigiD. De uitwisseling van gegevens vindt volgens de ontwikkelaars van het systeem alleen plaats wanneer zowel de PGO als de zorgverlener het MedMij-label voert. De stichting MedMij is een initiatief tussen Patiëntenfederatie Nederland en Informatieberaad Zorg. De stichting moet erop toezien dat het label alleen wordt toegekend als is voldaan aan specifieke voorwaarden om de medische data van patiënten op een veilige en betrouwbare manier uit te kunnen wisselen, in lijn met de Algemene verordening gegevensbescherming (AVG).